# Csiu Szin Csien
Csiu Szin Csien (Hongkong, 1962. november 17. –) hongkongi nemzetközi labdarúgó-játékvezető.

## Pályafutása

### Nemzetközi játékvezetés
A Kínai labdarúgó-szövetség Játékvezető Bizottsága (JB) terjesztette fel nemzetközi játékvezetőnek, a Nemzetközi Labdarúgó-szövetség (FIFA) 2002-től tartotta nyilván bírói keretében. Több nemzetek közötti válogatott és klubmérkőzést vezetett. Az aktív nemzetközi játékvezetéstől 2007-ben  búcsúzott.

#### Ázsia-kupa
2007-ben a torna végső szakaszának történetében első alkalommal négy nemzet, Indonézia, Malajzia, Thaiföld és Vietnám adott otthont a rendezvényének, ahol az Ázsiai Labdarúgó-szövetség (AFC) JB bíróként foglalkoztatta.

##### Selejtező mérkőzés
| Időpont           | Helyszín                           | Mérkőzés típusa           | Mérkőzés    | Eredmény | Nézők száma |
| ----------------- | ---------------------------------- | ------------------------- | ----------- | -------- | ----------- |
| 2006. október 11. | Sree Kanteerava Stadion, Bengaluru | előselejtező (A. csoport) | India–Japán | 0 – 3    | 5000        |

#### Reunification Cup
A HKSAR Reunification Cup Hongkong és Kína újraegyesítésének sportvetélkedője. Az első torna 1997. július 3-án, az 5. 2002-ben került megrendezésre.
| Időpont         | Helyszín                  | Mérkőzés típusa | Mérkőzés          | Eredmény |
| --------------- | ------------------------- | --------------- | ----------------- | -------- |
| 2002. május 20. | Központ Stadion, Hongkong | csoportmérkőzés | Dél-Afrika–Skócia | 2 – 0    |

## Magyar vonatkozás
| Időpont         | Helyszín                            | Mérkőzés típusa              | Mérkőzés          | Eredmény | Nézők száma |
| --------------- | ----------------------------------- | ---------------------------- | ----------------- | -------- | ----------- |
| 2004. június 1. | T.E.D.A. Economic Stadion, Tiencsin | felkészülési (785. mérkőzés) | Kína–Magyarország | 2 – 1    | 18 000      |